# 女教師 汚れた放課後
『女教師 汚れた放課後』（おんなきょうし よごれたほうかご）は1981年1月23日公開の日本映画。カラー、シネマスコープ。上映時間66分。にっかつが製作・配給したにっかつロマンポルノ。

## 概要
「女教師」シリーズの第四作。"性による救済"をテーマに描いた一作。放課後というタイトルからか、教室での授業のシーンはないが、初めて教師役に挑戦した風祭ゆきの妖艶な存在感は抜群。

## あらすじ
高校教師、倉田咲子はマリファナや売春で補導された野本スエ子という生徒を引き取る。咲子は教育実習の時、トイレで覆面をした男に襲われた。そして、スエ子はその男の娘だった。その後、咲子はスエ子から、強姦犯は父ではなく別の真犯人が分かったと聞かされたが・・・。

## スタッフ
- プロデューサー：岡田裕
- 脚本：田中陽造
- 撮影：米田実
- 照明：田島武志
- 録音：小野寺修
- 美術：徳田博
- 編集：川島章正
- 音楽：甲斐八郎
- 助監督：鈴木潤一
- 色彩計測：松川健次郎
- 現像：東洋現像所
- 製作進行：三浦増博
- 監督：根岸吉太郎
- 企画：進藤貴美男（ノンクレジット）
- スチール：浅石靖（ノンクレジット）

## キャスト
- 倉田咲子：風祭ゆき（女教師）
- 野本スエ子：太田あや子（生徒）
- 野本トモ子：鹿沼えり（スエ子の姉）
- 野本末吉：三谷昇（スエ子の父）
- 野本サチ：藤ひろ子（スエ子の母）
- 小沢：小池雄介（咲子の交際相手）
- 板東栄次郎：花上晃
- 杉原：木島一郎
- 伊東：浜口竜哉
- 山川先生：粟津號
- 三井：北見敏之
- 遠藤：影山英俊
- 掃除夫：水木京一
- 覆面の男：南部寅太
- ヤクザ風の男：溝口拳
- 剣劇一座：松丸家辨太郎一座

## 同時上映
『団鬼六　OL縄地獄』
- 原作：団鬼六　監督：藤井克彦　脚本：鈴木則文
- 出演：麻吹淳子、小川亜佐美、山地美貴、梓ようこ

『密室ドキュメント　急所いじめ』（外部買取作品）
- 製作：ワタナベプロ　監督：代々木忠　脚本：池田正一
- 出演：笹木ルミ、青野梨魔、栄雅美、水月円